# 2109 Дотел
2109 Дотел (2109 Dhotel) — астероїд головного поясу, відкритий 13 жовтня 1950 року.
Тіссеранів параметр щодо Юпітера — 3,308.